# Épinonville
Épinonville är en kommun i departementet Meuse i regionen Grand Est (tidigare regionen Lorraine) i nordöstra Frankrike. Kommunen ligger i kantonen Montfaucon-d'Argonne som tillhör arrondissementet Verdun. År 2022 hade Épinonville 69 invånare.

## Befolkningsutveckling
Antalet invånare i kommunen Épinonville
| Referens: INSEE |